# Turritis brassica
Turritis brassica là một loài thực vật có hoa trong họ Cải. Loài này được Leers miêu tả khoa học đầu tiên năm 1775.